# 취리히 젤나우역
취리히 젤나우역(독일어: Zürich Selnau) 또는 젤나우역(독일어: Bahnhof Selnau)은 스위스 취리히시의 중심 젤나우에 있는 취리히 S-반 시스템의 지하철역이다. 역은 질탈 취리히 위틀리베르크 철도(SZU)에서 운영하는 위틀리베르크선과 질탈선에 공통된 터널 구간에 있다.
원래 젤나우역는 지상 터미널 역이었으며, 위틀리베르크 및 질탈선 모두의 취리히시 터미널 역할을 했다. 1875년에 위틀리베르크선에 처음 개통되었으며, 1892년에 질탈선이 추가 되었다.
1990년에 2개의 노선은 질강 아래를 따라 흐르는 터널을 통해 취리히 중앙역의 지하 터미널까지 확장되었다. 원래의 젤나우역는 이 노선을 우회했으며, 이전 터미널에 인접한 새로운 지하 중간역이 제공되었다. 그런 다음 원래 터미널이 재개발되었다.

## 운행편
역에는 다음과 같은 여객 열차가 운행된다.
- S4 취리히 HB – 아들리스빌 – 랑나우-가티콘 ( – 질발트 ) 
Hourly trains operate between Langnau-Gattikon and Sihlwald.
- S10 취리히 HB – 취리히 트림리 – 위틀리베르크

지하철역에는 중앙 플랫폼이 있는 두 개의 선로가 있다. 플랫폼은 양쪽 끝에서 거리에 접근할 수 있으며, 북쪽 접근은 질강 내의 특이한 중간 강 구조를 통해 나타난다.

## 갤러리

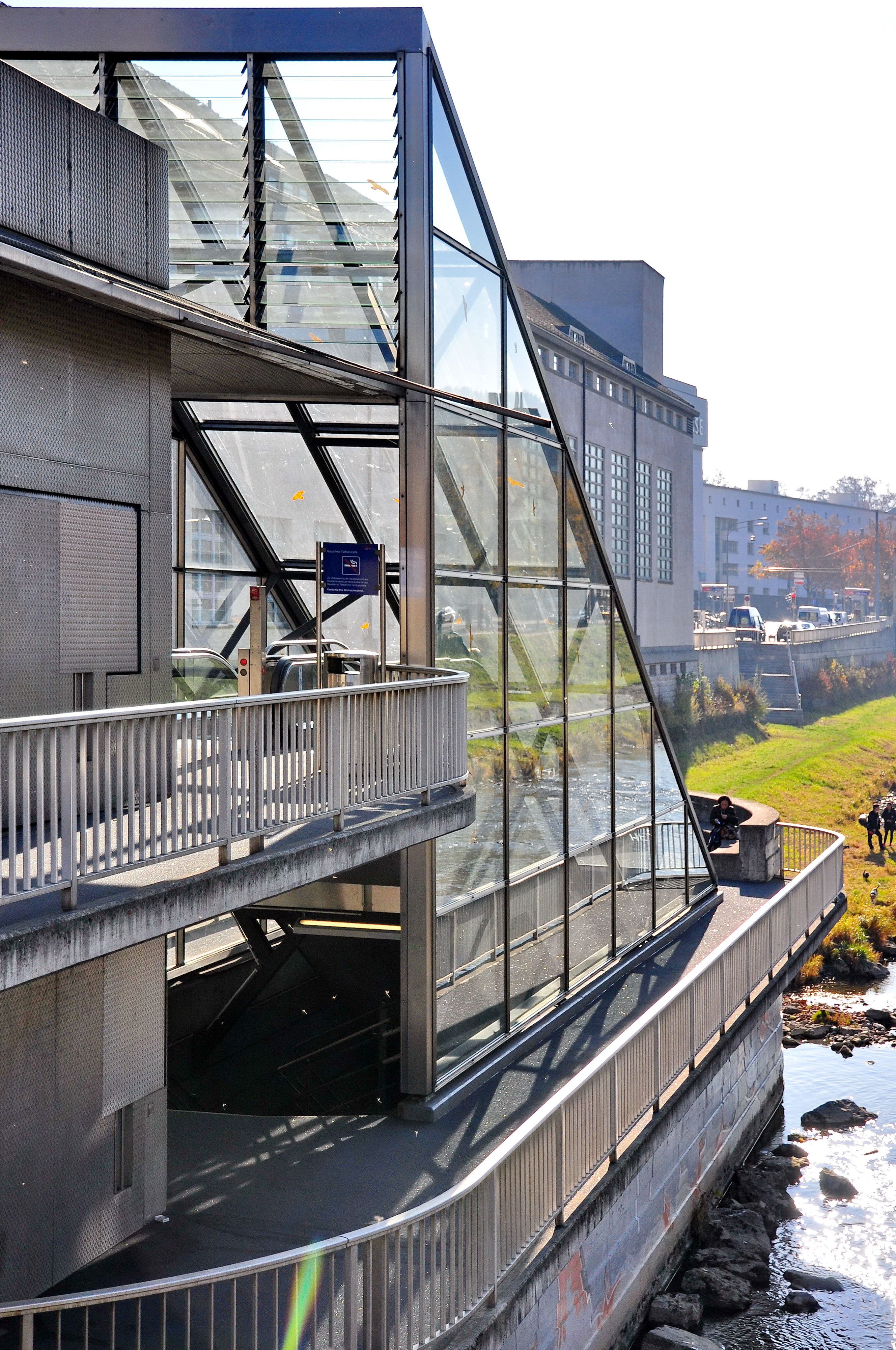
거리에서 본 역
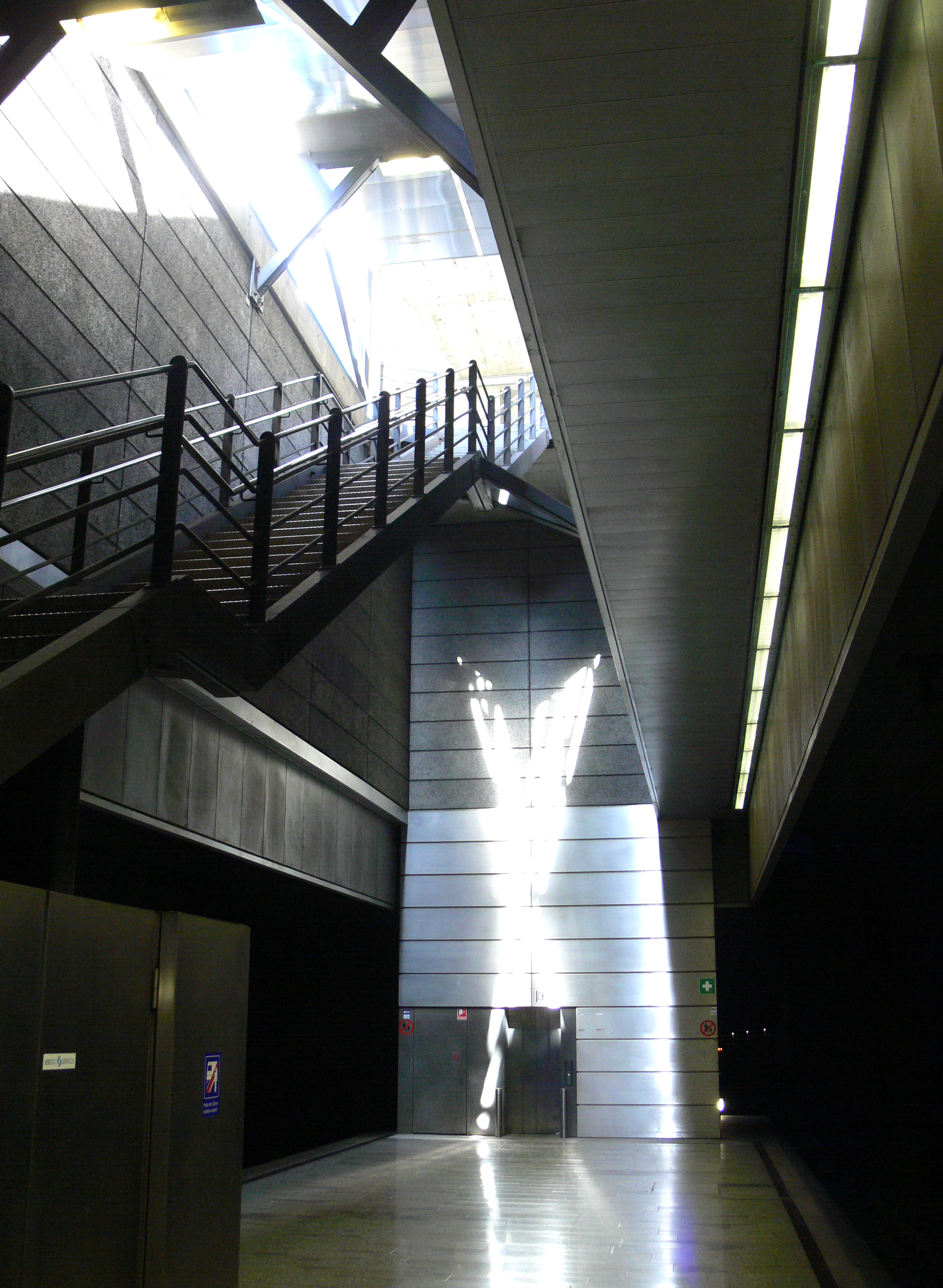
승강장 층에서 본 역
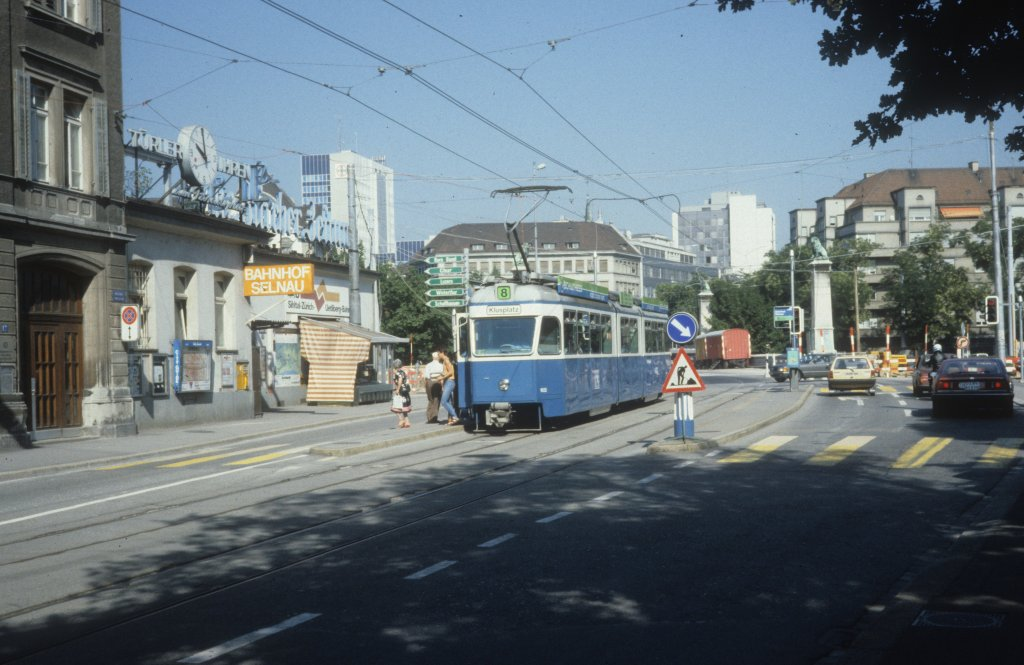
1986년 원래 터미널역의 거리 앞